# Magie Akademie
Magie Akademie (Originaltitel: WITS Academy) ist eine US-amerikanische Jugendserie, die 2015 für den Fernsehsender Nickelodeon produziert wurde. Die Serie ist ein Ableger der Serie Emma, einfach magisch!. Daniela Nieves, Julia Antonelli, Todd Allen Durkin und Mia Matthews nehmen ihre Rollen aus der Vorgängerserie wieder auf. In den USA feierte die Serie am 5. Oktober 2015 auf Nickelodeon ihre Premiere. Die deutsche Erstausstrahlung erfolgte am 29. Februar 2016 auf Nickelodeon. Am 17. Dezember 2015 wurde bekannt gegeben, dass die Serie bereits nach einer Staffel eingestellt wird.

## Handlung
Andi will sich ihren Traum von der Ausbildung zur Schutzhexe an der Magie Akademie erfüllen. Die Magie Akademie ist die angesehenste Schule für Hexen- und Hexer-in-Ausbildung. Als die beste Freundin und inoffizielle Schutzhexe der Auserwählten, muss sie hart arbeiten, um zu beweisen, ob sie die Erwartungen als erste und einzige menschliche Schutzhexe erfüllen kann. Während der Ausbildung ist Andi bis zum Abschlusstag verantwortlich für zwei der härtesten Schützlinge der Akademie. Zum einen Jessie (die kleine Schwester von Jax) und zum anderen Ben, einem jungen Hexer in der Ausbildung.
Andi trifft auch andere Schutzhexen in Ausbildung, wie Luke (Lilys Cousin), in den sie sich verliebt hat, Ruby, die ihre Rivalin wird und Kim, die ihre beste Freundin wird. Am Ende der ersten Staffel werden Luke und Andi ein Paar, während Ruby von der Akademie verwiesen wird.

## Figuren

### Hauptfiguren
- Andi Cruz (Daniela Nieves)
Andi trainiert an der Magie Akademie um die erste menschliche Schutzhexe zu werden. Sie war in Luke verknallt, bis sie schließlich am Ende der ersten Staffel ein Paar wurden. Ihre Schützlinge sind Jessie und Ben.
- Luke Archer (Ryan Cargill)
Lilys Cousin, der zu einer Familie von Schutzhexen für Auserwählte gehört, möchte seinen Erwartungen gerecht werden. Mit seiner Ehrlichkeit und seiner Klugheit ist er sehr wettbewerbsfähig. Er war in Andi verknallt, bis sie schließlich am Ende der ersten Staffel ein Paar wurden. Seine Schützlinge sind Sean und Gracie.
- Jessie Novoa (Julia Antonelli)
Jax's kleine Schwester, die eine Menge Fragen stellt und manchmal lästig sein kann. Sie bekam ihre Kräfte im Serienfinale von Emma, einfach magisch! und geht zur Magie Akademie, um zu lernen, wie man sie benutzt. Jessie ist Andis Schützling.
- Ben Davis (Jailen Bates)
Ein sehr intelligenter Hexer. Er ist gut in der Theorie, aber nicht in der Praxis, so dass seine Zaubersprüche nicht immer gelingen. Ben ist Andis zweiter anderer Schützling.
- Gracie Walker (Lidya Jewett)
Eine überschwängliche junge Hexe. Gracie ist Lukes Schützling. Sie ist auch eine sehr mächtige Hexe, aber ein wenig zu mächtig für eine junge Hexe. Sie ist die jüngste Hexe an der Akademie.
- Sean De Soto (Andrew Ortega)
Ein sorgloser Hexer, der Spaß haben und andere zum Lächeln bringen will. Sean ist Lukes anderer Schützling.
- Emily Prescott (Meg Crosbie)
Eine junge Hexe die aufgrund ihrer schwachen Kräfte hartnäckig und entschlossen ist stärker zu werden. Emily ist Rubys Schützling in der ersten Staffel.
- Ethan Prescott (Timothy Colombos)
Er hat ein natürliches Talent für Magie und arbeitet gerne im Team. Er hinterfragt niemals Aufträge und tut immer das was man ihm verlangt. Ethan ist Rubys anderer Schützling in der ersten Staffel.
- Cameron Masters (Tyler Perez)
Der beste Student an der Magie Akademie; er ist der Studentenpräfekt und Assistent von Agamemnon. Er ist in Ruby verknallt.
- Kim Sanders (Jazzy Williams)
Eine schlaue Erfinderin, die sehr intelligent, schlagfertig und immer bereit ist jemandem zu helfen; sie ist die intelligenteste Schülerin in der Akademie. Sie wird Andis Mitbewohnerin in der zweiten Episode und freundet sich unmittelbar mit ihr an. Ihre Schützlinge sind Harris und Sienna.
- Ruby Webber (Kennedy Lea Slocum)
Die Hauptgegnerin der ersten Staffel. Sie ist die erste machtlose Hexe ihrer Familie und ist aus diesem Grund unsicher und ein Kontrollfreak. Sie mag Andi nicht und ist immer bereit, sich selbst in Schwierigkeiten zu bringen. Ruby nahm das magische Baumharz des Dyadenbaums, das ihr Zauberkräfte verlieh. Das wurde aber Agamemnon gemeldet, der Ruby am Ende der ersten Staffel der Akademie verwiesen hat. Ihre Schützlinge waren Emily und Ethan.
- Agamemnon (Todd Allen Durkin)
Der aktuelle Direktor der Magie Akademie. Er war der Anführer des Hexenrates, den er aber vorübergehend verlassen hat, um sich auf seinen neuen Job zu konzentrieren.

### Wiederkehrende Figuren
- Harris (Peter Dager)
Kims Schützling, neben Sienna.
- Sienna (Erin Whitaker)
Kims anderer Schützling, neben Harris.
- Amelia Foiler (Andrea Canny)
Die Schutzhexe, die in Jessies Alptraum war und in der siebten Episode die neue Trainerin der Akademie wurde. Sie mag Andi nicht und versucht ihr Bestes, damit Andi verliert. Sie ist ein Flüchtling, den Leopold Archer sucht. In der dreizehnten Folge, wird sie von Leo und Andi gefangen, verliert ihre Kräfte an Agamemnon und wird in die Vorhölle geschickt.
- Leopold Archer (Michael St. Pierre)
Lukes Onkel und ein Krieger aus dem „Bad Realm“. Er kommt in der elften Folge zur Akademie um einen Flüchtling zu finden, der sich schließlich als Miss Foiler offenbart. In der dreizehnten Folge fängt er sie mit Andis Hilfe. Danach verlässt er die Akademie wieder.

## Besetzung und Synchronisation
Die deutsche Synchronisation entstand unter der Dialogregie von Boris Tessmann durch die Synchronfirma EuroSync GmbH in Berlin.
| Rollenname      | Schauspieler       | Jahr(e) | Episoden | Synchronsprecher  |
| --------------- | ------------------ | ------- | -------- | ----------------- |
| Andi Cruz       | Daniela Nieves     | 2015    | 1–20     | Maximiliane Häcke |
| Ruby Webber     | Kennedy Slocum     | 2015    | 1–20     | Inken Baxmeier    |
| Luke Archer     | Ryan Cargill       | 2015    | 1–20     |                   |
| Kim Sanders     | Jazzy Williams     | 2015    | 1–20     |                   |
| Jessie Novoa    | Julia Antonelli    | 2015    | 1–20     |                   |
| Ben Davis       | Jailen Bates       | 2015    | 1–20     |                   |
| Emily Prescott  | Meg Crosbie        | 2015    | 1–20     | Jamie Lee Blank   |
| Ethan Prescott  | Timothy Colombos   | 2015    | 1–20     | Simon Halaski     |
| Gracie Walker   | Lidya Jewett       | 2015    | 1–20     | Nayeli Rathod     |
| Sean De Soto    | Andrew Ortega      | 2015    | 1–20     | Ben Hadad         |
| Agamemnon       | Todd Allen Durkin  | 2015    | 1–20     | Tobias Lelle      |
| Cameron Masters | Tyler Perez        | 2015    | 1–20     | David Turba       |
| Leopold Archer  | Michael St. Pierre | 2015    | 10–16    |                   |

## Ausstrahlung
Vereinigte Staaten
In den Vereinigten Staaten startete die erste Staffel am 5. Oktober 2015, das Staffelfinale wurde am 30. Oktober 2015 gezeigt.
Deutschland
In Deutschland wurde die Staffel vom 29. Februar bis zum 25. März 2016 von Montag bis Freitag um 20:10 Uhr auf Nickelodeon ausgestrahlt.

## Episodenliste
| Nr. | Deutscher Titel             | Originaltitel         | Erstausstrahlung USA | Deutschsprachige Erstausstrahlung (D) | Drehbuch                      |
| --- | --------------------------- | --------------------- | -------------------- | ------------------------------------- | ----------------------------- |
| 1   | Die neue Schutzhexe         | The New Guard         | 5. Okt. 2015         | 29. Feb. 2016                         | Johnny Hartmann & Jeff Sayers |
| 2   | Vom Pech verfolgt           | The Jinx              | 6. Okt. 2015         | 1. März 2016                          | Zach Luna                     |
| 3   | Das magische Baumharz       | The Root of All Evil  | 7. Okt. 2015         | 2. März 2016                          | Johnny Hartmann               |
| 4   | Versteck dich, Hex          | Hide and Go Hex       | 8. Okt. 2015         | 3. März 2016                          | Zach Luna & Jeff Sayers       |
| 5   | Im falschen Körper          | Switcherooed          | 9. Okt. 2015         | 4. März 2016                          | Johnny Hartmann               |
| 6   | Rubys Kräfte                | Power Trip            | 13. Okt. 2015        | 7. März 2016                          | Zach Luna & Jeff Sayers       |
| 7   | Trainingspartner            | Sparring Partners     | 14. Okt. 2015        | 8. März 2016                          | Johnny Hartmann               |
| 8   | Andi und Luke               | No Pain, No Gain      | 15. Okt. 2015        | 9. März 2016                          | Zach Luna                     |
| 9   | Etappensieg                 | Finish Line           | 16. Okt. 2015        | 10. März 2016                         | Johnny Hartmann               |
| 10  | Wer sind meine Schützlinge? | Who’s My WIT          | 19. Okt. 2015        | 11. März 2016                         | Zach Luna                     |
| 11  | Hexenjagd                   | Witch Hunt            | 20. Okt. 2015        | 14. März 2016                         | Johnny Hartmann               |
| 12  | Was ist mit Ruby los?       | Bizarro Ruby          | 21. Okt. 2015        | 15. März 2016                         | Zach Luna                     |
| 13  | Die Wurzelkammer            | Her Darkest Secret    | 22. Okt. 2015        | 16. März 2016                         | Johnny Hartmann               |
| 14  | Meine Freundin aus Orlando  | My Buddy from Orlando | 23. Okt. 2015        | 17. März 2016                         | Zach Luna                     |
| 15  | Die falsche Andi            | Wonky Andi            | 26. Okt. 2015        | 18. März 2016                         | Johnny Hartmann               |
| 16  | In der Falle                | The Witch’s Bottle    | 27. Okt. 2015        | 21. März 2016                         | Zach Luna                     |
| 17  | Die letzte Chance           | On Trial              | 28. Okt. 2015        | 22. März 2016                         | Johnny Hartmann               |
| 18  | Cameron legt los            | Cameron Rules         | 29. Okt. 2015        | 23. März 2016                         | Zach Luna                     |
| 19  | Der magische Nahkampf       | It Must Be Magic (1)  | 30. Okt. 2015        | 24. März 2016                         | Johnny Hartmann               |
| 20  | Der Dyadenbaum              | It Must Be Magic (2)  | 30. Okt. 2015        | 25. März 2016                         | Zach Luna                     |